# Austin & Ally
Austin & Ally este un sitcom american creat de Kevin Kopelow și Heath Seifert și produs de It's a Laugh Productions. Primul episod a fost difuzat pe Disney Channel în Statele Unite ale Americii pe data de 2 decembrie 2011 ca o previzualizare, și a avut premiera oficială pe data de 4 decembrie 2011. Serialul a avut premiera mai târziu în România, pe data de 11 mai 2013. A fost redifuzat pe 15 octombrie 2023, cu ocazia aniversării de 100 de ani a companiei Disney.
Serialul este despre un adolescent amuzant și talentat, Austin Moon, care îi „fură” din greșeală piesa „Double Take”compusa al lui Ally Dawson – o compozitoare tânără și talentată cu frică de scenă.Iar el  După ce Ally îl iartă pe Austin, ei devin prieteni și parteneri, în ciuda diferențelor lor. Ei și prietenii lor cei mai buni, Trish și Dez, formează o echipă numită „Echipa Austin & Ally” (înainte „Echipa Austin”).
A fost anunțat că serialul va fi înnoit pentru un al treilea sezon pe data de 12 martie 2013.[1] Aceasta a fost confirmată de Disney Channel pe data de 2 aprilie 2013.[2] Sezonul 3 a avut premiera pe 27 octombrie 2013, iar filmările pentru al treilea sezon s-au terminat pe data de 24 ianuarie 2014.[3]
Austin & Ally a fost înnoit pentru un al patrulea sezon pe data de 25 aprilie 2014,[4] care a început producția în octombrie 2014.
Sezonul 4 este ultimul din Austin și Ally, Laura Marano a anunțat acest lucru pe una dintre rețelele de socializare!
Descriere
Sezonul 1
Când Austin vine la Sonic Boom, el o aude pe Ally cântând o piesă numită „Double Take”. Fără să-și dea seama, el ajunge să îi „fure” piesa și să pretindă că el a scris-o. După ce a cântat melodia și a încărcat un videoclip realizat de prietenul său cel mai bun, Dez, pe internet, Austin devine o senzație peste noapte. Dar Austin ajunge ii cere scuze lui Ally pentru că i-a furat piesa, așa că Ally decide să îl ajute să scrie o nouă piesă. Austin și Ally formează o echipă in care  Trish și Dez se gandesc la un nume pentru trupa.Trupa se numeste “echipa Austin” . Austin este cântărețul, Ally este compozitoarea, Trish este managerul iar Dez,regizorul lui Austin.
Sezonul 2
În acest sezon, Ally trece peste frica sa de scenă, Trish începe să o managerieze și pe ea, iar la sfârșitul sezonului ea primește un contract de înregistrări cu Ramone Records. Austin și Ally devin un cuplu în episodul „Parteneri și Parașute”, dar se despart după puțin timp pentru că ei cred că relația lor stă în calea muncii și concentrării lor. La sfârșitul sezonului, Austin pleacă în turneu cu Trish și Dez, iar Ally rămâne singură in Miami și lucrează la cariera și la piesele cele npi pentru demo.
Sezonul 3
În sezonul 3, se întâmplă diferite evenimente; Austin și Ally devin un cuplu din nou, Ally își lansează albumul său de debut și faima ei începe să crească. Dez, de asemenea, își găsește o prietenă, pe Carrie, iar Trish – pe Jace. De asemenea, în acest sezon a fost dezvăluit numele de familie al lui Dez (Wade), în episodul „Fanatics & Favors”, cu Dwyane Wade. La sfârșitul sezonului 3, Jimmy ii interzice sa cante pentru ca are o relatie in muzica si in iubire. Austin merge cu Ally în primul ei turneu, Dez merge la școala de film la L.A., și Trish începe propria sa companie de administrare.
Sezonul 4
În sezonul 4, grupul se reunește după turneu și transformă Sonic Boom într-o școală de muzică numită A&A Music Factory, în cazul în care îi ajută pe elevi să urmărească visele lor de-a lungul timpului. Iar Jimmy o angajeaza pe Ridley Rogers la Star Records, Jimmy îl lasă pe Austin să cânte din nou. Protagoniștii se despart între penultimul episod și ultimul episod deoarece Austin era ocupat cu turneele iar Ally cu colegiul. Pentru ei a fost foarte grea despărțirea astfel fiind grea si revederea lor. Trish și Dez îi pun în aplicare planul iar Austin și Ally se revăd. Inițial ei nu au vrut să accepte dar într-un final ei recunosc că încă se plac și redevin un cuplu. După mai mulți ani, Austin și Ally se întorc la școala de muzica pe care au creat-o și trăiesc acolo.
Distribuția
Personaje principale
Articol principal: Lista personajelor din Austin & Ally.
- Austin Moon - Ross Lynch
- Ally Dawson - Laura Marano
- Trish de la Rosa - Raini Rodriguez
- Dez Wade - Calum Worthy

Personaje secundare
- Nelson - UGrapster
- Lester Dawson - Andy Milder
- Jimmy Starr - Croiy Lolley
- Carrie - Katy Lolley

Episoade
Articol principal: Lista episoadelor din Austin & Ally.
Tabel premiere
| Sezon | Sezon | Episoade | Difuzare Statele Unite ale Americii | Difuzare Statele Unite ale Americii | Difuzare România | Difuzare România  | Difuzare România |
| Sezon | Sezon | Episoade | Premieră sezon                      | Final sezon                         | Premieră sezon   | Final sezon       |                  |
|       | 1     | 19       | 4 decembrie 2011                    | 9 septembrie 2012                   | 11 mai 2013      | 4 aprilie 2014    |                  |
|       | 2     | 26       | 7 octombrie 2012                    | 29 septembrie 2013                  | 5 aprilie 2014   | 17 ianuarie 2015  |                  |
|       | 3     | 22       | 27 octombrie 2013                   | 2 noiembrie 2014                    | 22 martie 2015   | 25 octombrie 2015 |                  |
|       | 4     | 20       | 18 ianuarie 2015                    | 10 ianuarie 2016                    | 20 martie 2016   | 29 octombrie 2016 |                  |

Premii și nominalizări
| An   | Premiu                            | Categorie                                  | Nominalizare    | Rezultat         |
| 2012 | Teen Icon Awards[5]               | Iconic TV Actor                            | Ross Lynch      | Nominalizare     |
| 2012 | Hollywood Teen Awards[6]          | Favorite Breakout Star                     | Ross Lynch      | Nominalizare     |
| 2013 | Kids' Choice Awards[7]            | Favorite TV Actor                          | Ross Lynch      | Câștigat         |
| 2013 | Radio Disney Music Awards[8]      | Best Music Video – „Heard It On The Radio” | Ross Lynch      | Câștigat         |
| 2013 | Imagen Awards[9]                  | Best Young Television Actress              | Raini Rodriguez | Câștigat         |
| 2013 | Kids' Choice Awards Argentina[10] | Best International TV Show                 | Austin & Ally   | Nominalizare     |
| 2014 | Kids' Choice Awards               | Favorite TV Actor                          | Ross Lynch      | Câștigat         |
| 2014 | Teen Choice Awards                | Choice TV Show: Comedy                     | Austin & Ally   | Nominalizare     |
| 2014 | Teen Choice Awards                | Choice TV Actor: Comedy                    | Ross Lynch      | Câștigat         |
| 2014 | Teen Choice Awards                | Choice TV Actress: Comedy                  | Laura Marano    | Nominalizare     |
| 2014 | Kids' Choice Awards Mexico        | International Program                      | Austin & Ally   | Nominalizare[11] |